# Brooklyn Jazz Underground
Brooklyn Jazz Underground ist eine 2006 gegründete Musiker-Kooperative mit angeschlossenem Musiklabel, die im New Yorker Stadtteil Brooklyn arbeitet.
Nach den Vorbildern der Chicagoer Association for the Advancement of Creative Musicians (AACM) und der Black Artists Group in St. Louis gründete eine Gruppe von in Brooklyn lebenden Bandleadern Mitte der 2000er Jahre die Kooperative Brooklyn Jazz Underground, zunächst um ihre eigene Musikproduktionen besser promoten zu können. Gleichzeitig kuratieren sie Festivals und Konzertreihen, betreiben einen Internetauftritt und das Schwester-Unternehmen BJU Records. 2006 erschien die erste öffentliche Ankündigung der Gruppe, als Brooklyn Jazz Underground sich auf dem vierten, jährlichen stattfindenden Festival im New Yorker Cornelia Street Cafe präsentierte. Gründungsmitglieder sind Anne Mette Iversen, Alexis Cuadrado, Sunny Jain, Dan Pratt und Alan Ferber; hinzu kamen Rob Garcia, Adam Kolker und David Smith.

## Veröffentlichungen auf BJU Records
- Alexis Cuadrado: Noneto Iberico (2011) mit Perico Sambeat, Loren Stillman, Dan Tepfer, Avishai Cohen, Alan Ferber, Mark Ferber, Brad Shepik
- Rob Garcia 4: The Drop and The Ocean (2011) mit Dan Tepfer
- Anne Mette Iverson Quartet: Milo Songs (2011)
- Marike van Dijk: Stranded (2023)